# Carmara

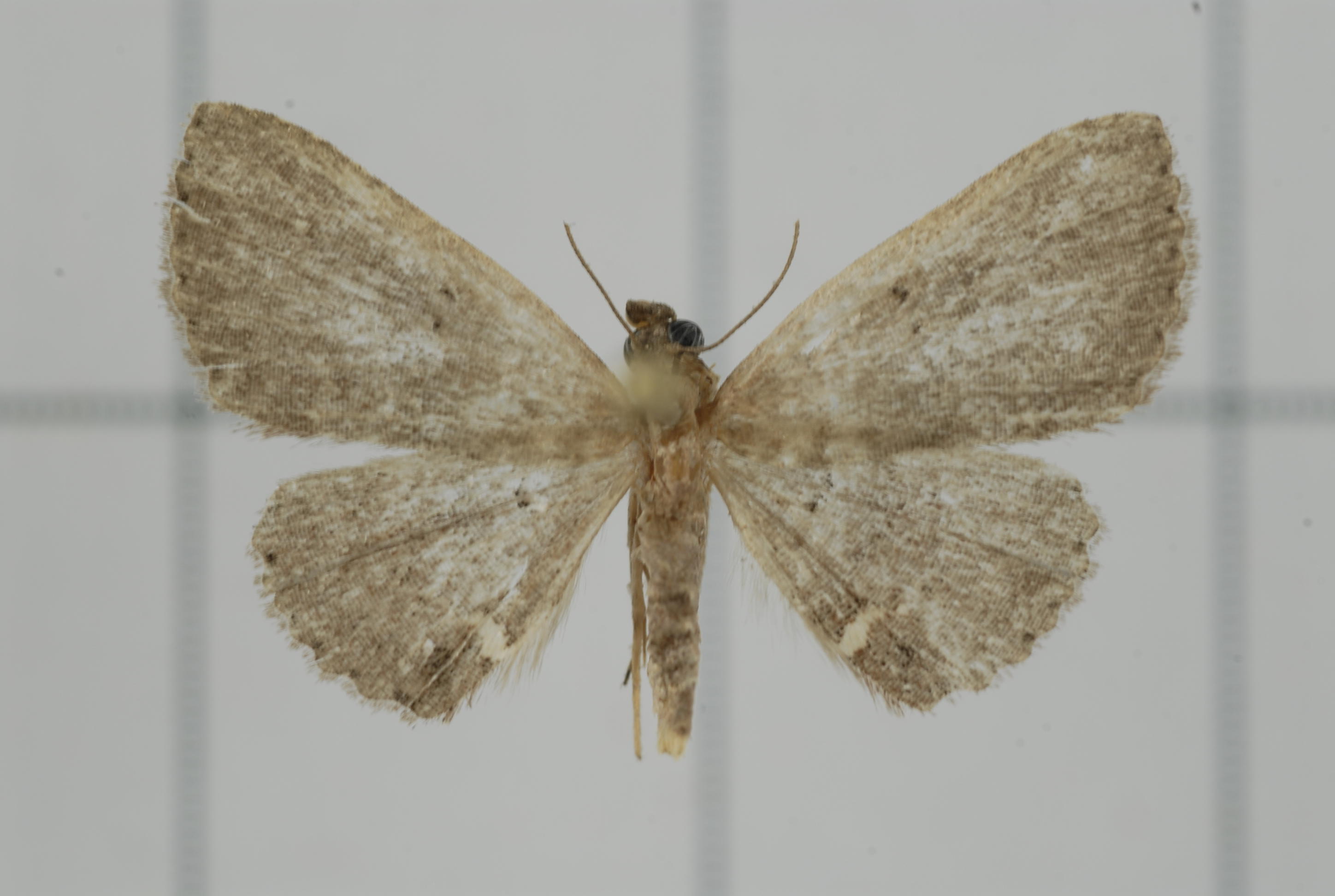
Carmara

Carmara é um gênero de traça pertencente à família Arctiidae.